# Центральная экспериментальная ферма

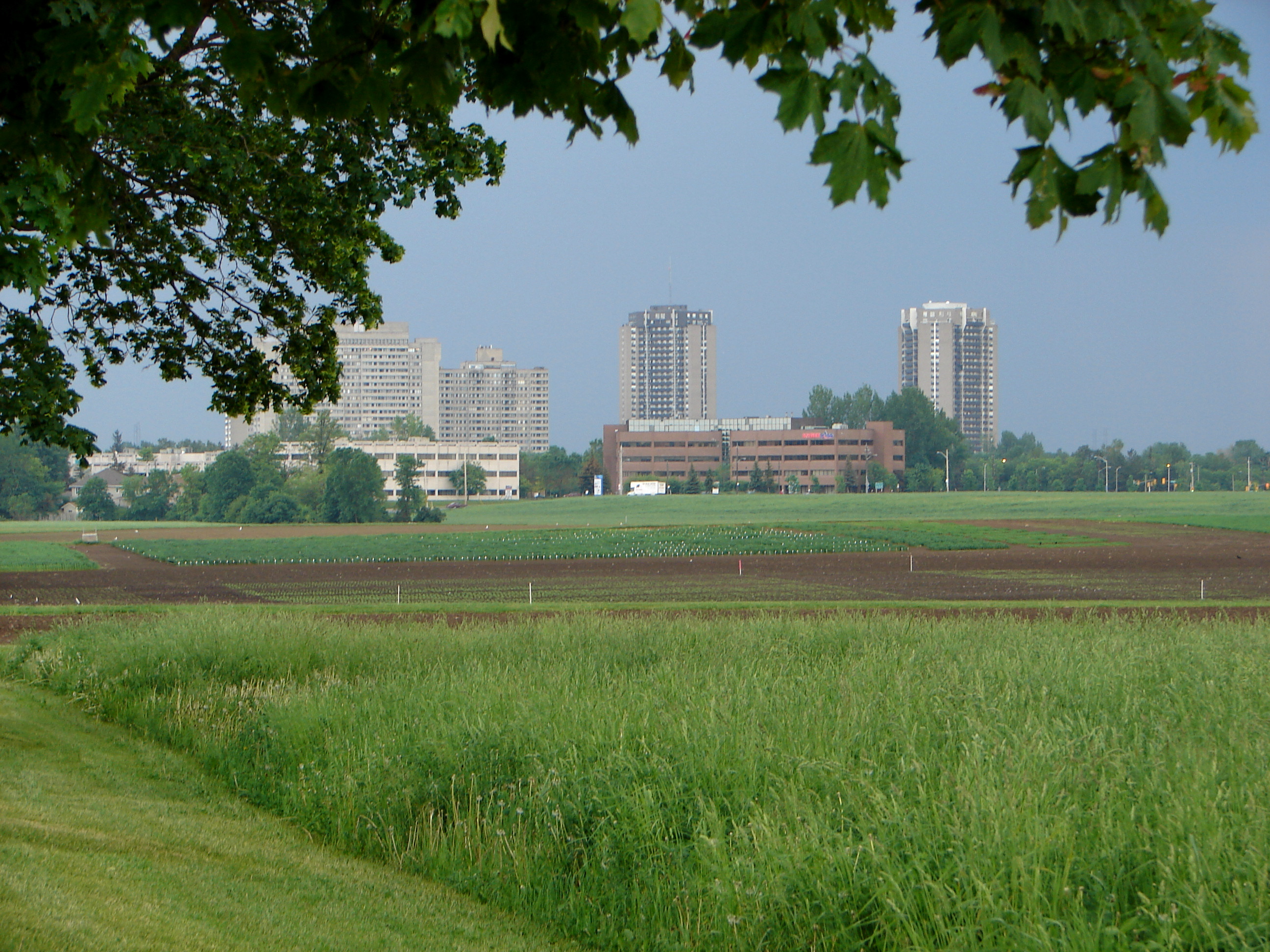
Центральная экспериментальная ферма

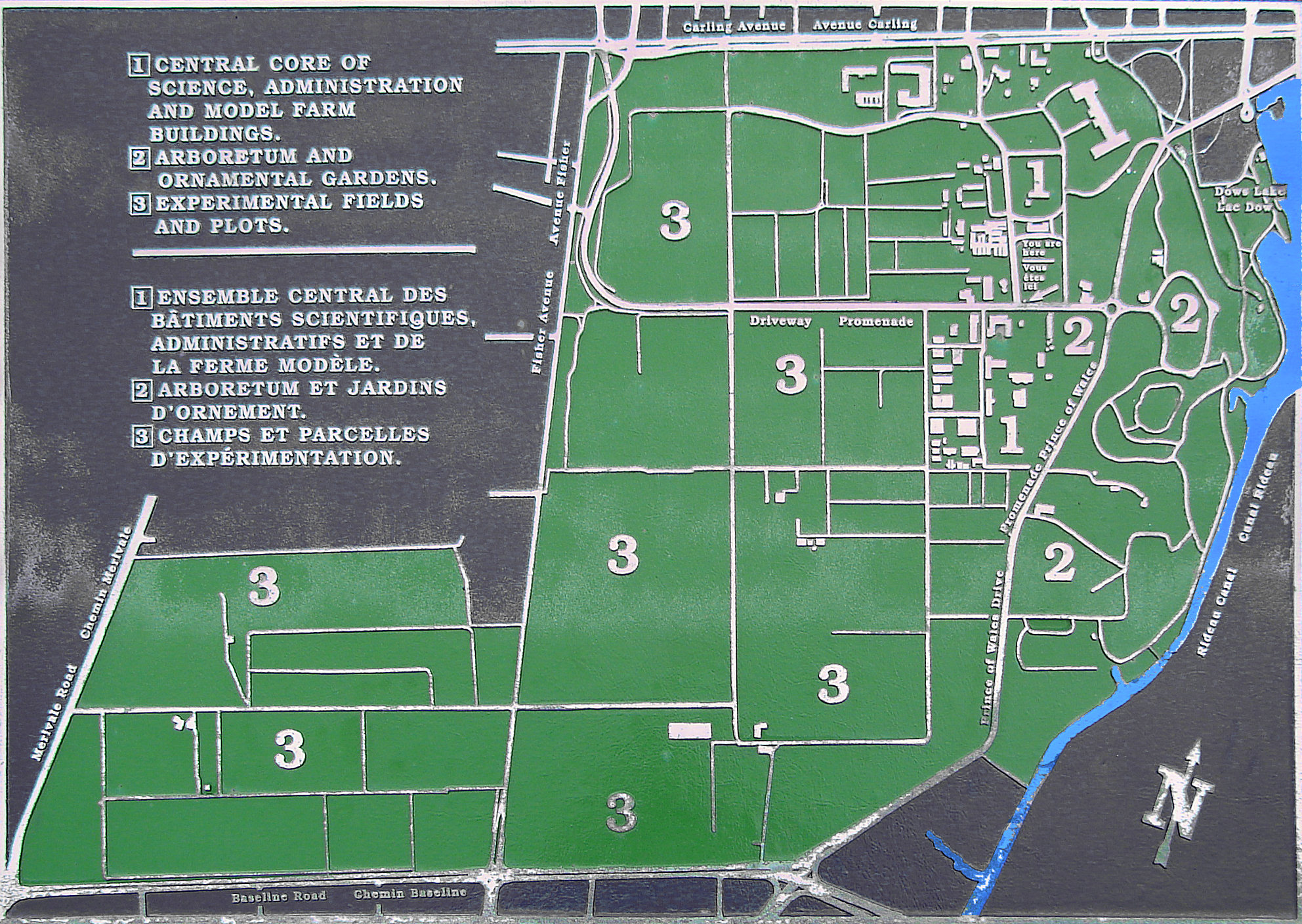
Карта Центральной экспериментальной фермы

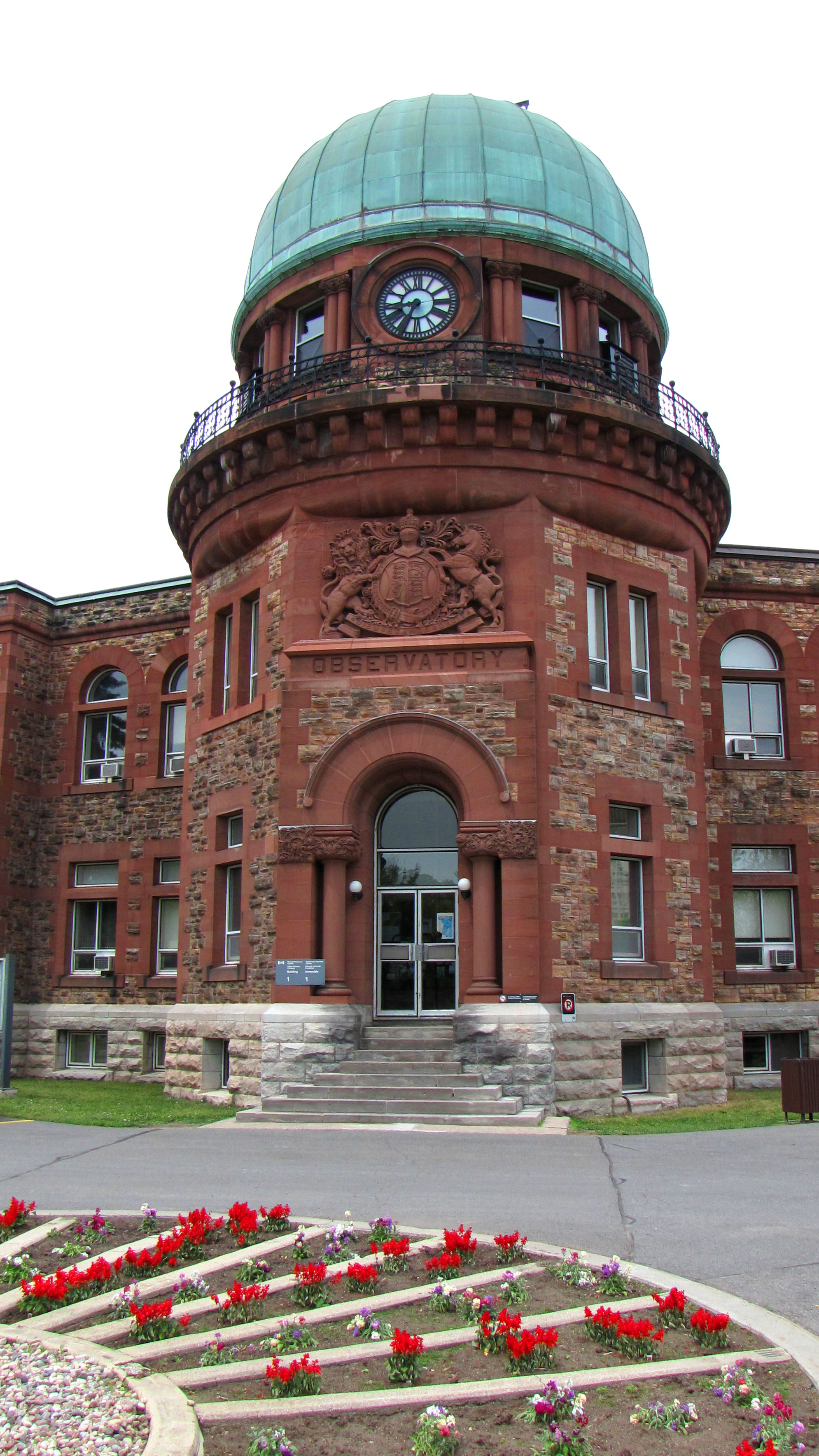
Астрофизическая обсерватория Доминион, здание № 1

Центральная экспериментальная ферма (англ. Central Experimental Farm (CEF), фр. Ferme expérimentale centrale (FEC)) — канадское научно-исследовательское учреждение и одновременно выставочное помещение и музей. Как следует из названия, ферма расположена внутри города и окружена городскими районами г. Оттава. Площадь фермы составляет 4 квадратных км. Она отнесена к Национальным историческим памятникам Канады, и большинство её зданий отнесены к местному историческому наследию. На территории фермы находятся, в частности:
- Канадский сельскохозяйственный музей
- Доминьонская обсерватория
- Ботанический сад Доминион, en:Dominion Arboretum
- Орнаментальные сады, en:Ornamental Gardens
- Сад дикой природы Джеймса Флетчера

Восточной границей ЦЭФ является канал Ридо (также Национальный исторический памятник Канады), юго-восточной — шоссе Принца Уэльского (Prince of Wales Drive), южной — Бэйслайн-роуд, западной — Меривейл-роуд и Фишер-роуд, а северной — Карлинг-авеню.